# SLC2A11
SLC2A11‏ (Solute carrier family 2 member 11) هوَ بروتين يُشَفر بواسطة جين SLC2A11 في الإنسان.